# 220 років м. Одесі (монета)
«220 ро́ків м. Оде́сі» — ювілейна монета номіналом 5 гривень, випущена Національним банком України. Присвячена одному з провідних промислових, наукових і культурних центрів нашої держави — місту-герою Одесі, яке називають південними морськими воротами України, справжньою перлиною, розташованою на березі Чорного моря. Територія сучасного міста була заселена з найдавніших часів, тут існували поселення та городища різних племен і народів, а наприкінці XVIII ст. на місці поселення Хаджибей виникли порт і місто.
Монету введено до обігу 28 травня 2014 року. Вона належить до серії «Стародавні міста України».

## Опис монети та характеристики
| Номінал грн. | Метал      | Маса, г | Діаметр, мм | Якість виготовлення       | Гурт     | Тираж, штук |
| ------------ | ---------- | ------- | ----------- | ------------------------- | -------- | ----------- |
| 5            | нейзильбер | 16,54   | 35,0        | спеціальний анциркулейтед | рифлений | 30 000      |

### Аверс
На аверсі монети розміщено: угорі малий Державний Герб України, напис півколом «НАЦІОНАЛЬНИЙ БАНК УКРАЇНИ»; ліворуч — рік карбування монети — «2014», під яким логотип Монетного двору Національного банку України; стилізовану композицію — пам'ятник Дюку Рішельє на тлі Потьомкінських сходів (праворуч), Одеський національний академічний театр опери та балету (ліворуч), під яким — стилізовані хвилі; унизу — номінал «5»/«ГРИВЕНЬ».

### Реверс
На реверсі монети зображено фрагмент панорамного вигляду Одеської затоки та міста з літографії ХІХ ст., на передньому плані — вітрильник, ліворуч — герб Одеси, над яким напис — «1794» та «ОДЕСА» — праворуч.

## Автори

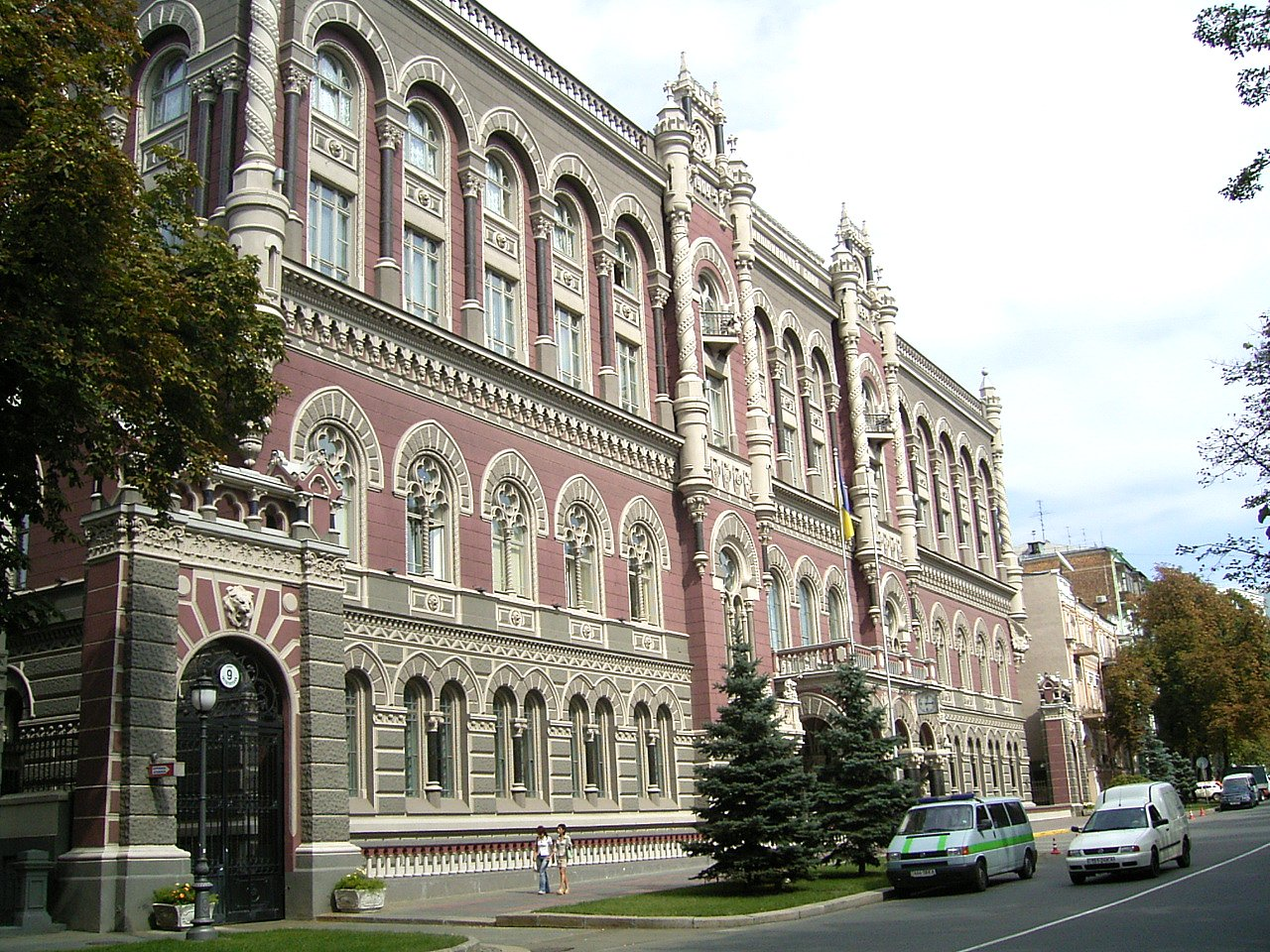
Будівля Національного банку України

- Художники: Володимир Таран, Олександр Харук, Сергій Харук.
- Скульптори: Володимир Дем'яненко, Анатолій Дем'яненко.

## Вартість монети
Під час введення монети в обіг 2014 року, Національний банк України реалізовував монету через свої філії за ціною 25 гривень.
Фактична приблизна вартість монети, з роками змінювалася так:
| Рік        | 2015 | 2016 | 2017 | 2018 | 2019 | 2020 | 2021 | 2022 | 2023 | 2024 | 2025 |
| ---------- | ---- | ---- | ---- | ---- | ---- | ---- | ---- | ---- | ---- | ---- | ---- |
| Ціна, грн. | 60   | 80   | 95   | 105  | 110  | 110  | 130  | 160  | 260  | 480  | 500  |